# 以色列男子冰球代表隊
以色列男子冰球代表隊（希伯來語：‎）是代表以色列出戰的国家男子冰球队。截至2017年5月，以色列在国际冰球联合会中排名第 35位。2019年，球队在墨西哥城举行的2019年IIHF世锦赛II组B组赛事中获得金牌。

## 外部鏈接
- IIHF profile （页面存档备份，存于）